# Drumul câinilor
Drumul câinilor este un film românesc din 1991 regizat de Laurențiu Damian. Rolurile principale au fost interpretate de actorii Olga Tudorache, George Alexandru, Dan Condurache.
Este o ecranizare a romanului Drumul câinelui (Editura Dacia, 1974) de Ion Lăncrănjan.

## Distribuție
Distribuția filmului este alcătuită din:
- Valentin Uritescu — Octavian
- Dorel Vișan — Primarul
- Aurel Constantinescu — copil 2
- Mugur Arvunescu
- Mircea Constantinescu (2) — copil 1
- Sorin Cociș
- Ernest Maftei
- Dan Condurache — Mihai
- Cornel Gîrbea
- Mircea Albulescu
- Alexandru Dobrescu
- Olga Tudorache — Raveca
- Luminița Gheorghiu — Ana
- Ion Chelaru
- Dumitru Ghiuzelea
- Monica Ghiuță
- George Alexandru — Jilu
- Carmen Tănase